# Theodor Knottnerus-Meyer
Theodor Christian Bernhard Knottnerus-Meyer foi um zoólogo suíço e o primeiro diretor do Zoológico de Roma.